# Jorge Guasch
Jorge Catalino Guasch Bazán (Itá, Paraguay, 17 de enero de 1961) es un exjugador paraguayo que jugaba de mediocampista y ha sido internacional paraguayo en 47 oportunidades. Incluso participó con la Selección Paraguaya de Fútbol, en la Copa del Mundo de México 1986, en la Copa América de Argentina 1987 y en la Copa América de Brasil 1989. Es además un histórico del Olimpia, club donde jugó por toda su carrera profesional, en el cual ganó 2 Copa Libertadores de América y fue 2 veces subcampeón del mismo torneo.

## Clubes
| Club    | País     | Año         |
| ------- | -------- | ----------- |
| Olimpia | Paraguay | 1976 - 1991 |